# Chris Pontius (calciatore)
Christopher Richard Pontius (Yorba Linda, 12 maggio 1987) è un ex calciatore statunitense, di ruolo centrocampista.

## Carriera

### Club
Cominciò a giocare a calcio al liceo con gli Irvine Strikers, con i quali vinse il Nomads College Showcase nel 2005. Iscrittosi all'Università di Santa Barbara, entrò nella formazione universitaria di calcio, vincendo il campionato universitario nel 2006, guadagnando il titolo di Big West Offensive Player of the Year nel 2007 e la candidatura all'Hermann Trophy nel 2008.
Nel 2009, fu selezionato nel primo round del SuperDraft 2009 della MLS (settima scelta in assoluto) dal D.C. United. Debuttò in campionato il 22 marzo 2009 contro i Los Angeles Galaxy, segnando anche la sua prima rete.
Il 22 dicembre 2009 è stato convocato per la prima volta dalla nazionale statunitense, in vista di una amichevole contro l'Honduras, senza però scendere in campo.
Nell'amichevole del 26 maggio 2010 al RFK Stadium segnò uno dei tre gol con cui il D.C. United batté il Milan di fronte a 30367 spettatori; gli altri due gol furono segnati da Luciano Emilio e Danny Allsopp.
Il 7 dicembre del 2015 si trasferisce ai Philadelphia Union, con un contratto fino alla fine del 2016.

### Nazionale
Debutta con la Nazionale maggiore statunitense il 29 gennaio 2017 nell'amichevole pareggiata per 0-0 contro la Serbia. Con la stessa selezione viene convocato per la CONCACAF Gold Cup 2017 poi vinta.

## Palmarès

### Nazionale
- Gold Cup: 1

Stati Uniti 2017

### Individuale
- NCAA Men's Division I Soccer Championship: 1

UC Santa Barbara Gauchos: 2006